# Cylindrogonus
Cylindrogonus är ett släkte av mångfotingar. Cylindrogonus ingår i familjen Fuhrmannodesmidae.
Kladogram enligt Catalogue of Life:
| Cylindrogonus | \| \| Cylindrogonus copiosus \| \| \| \| \| \| Cylindrogonus tumidus \| \| \| \| |
|               | \| \| Cylindrogonus copiosus \| \| \| \| \| \| Cylindrogonus tumidus \| \| \| \| |
|               | Cylindrogonus copiosus                                                           |
|               |                                                                                  |
|               | Cylindrogonus tumidus                                                            |
|               |                                                                                  |